# Эй, маэстро!
«Эй, маэстро!» (груз. ეი, მაესტრო!) — советский художественный фильм 1987 года, снятый режиссёром Нодаром Манагадзе на киностудии «Грузия-фильм».
Премьера состоялась 1 марта 1988 года. Картину посмотрели 400 тысяч зрителей.

## Сюжет
Бывший композитор Арчил переквалифицировался в настройщика роялей и разъезжает по посёлкам, стремясь найти своё место в жизни. Служа людям и пытаясь восстановить свои семейные отношения, он сталкивается с разными испытаниями и негодяями, но не теряет надежды на лучшее будущее.

## В ролях
- Тенгиз Амиридзе — Арчил, композитор, работающий настройщиком
- Елена Квирквелия — Елена, старушка
- Екатерина Мчедлидзе — Лолита, старушка
- Маквала Гонашвили — Маквала
- Иванэ Сакварелидзе — Джибраил, старик
- Абесалом Асатиани — отец
- Темур Чикваидзе — муж Лейлы
- Гоги Мосешвили — дядя Арчила, священник

## Съёмочная группа
- Режиссер: Нодар Манагадзе
- Сценаристы: Эрлом Ахвледиани, Нодар Манагадзе, Давид Джавахишвили
- Оператор: Леван Пааташвили
- Композитор: Нодар Мамисашвили
- Художник: Георгий Микеладзе

## Фестивали
Фильм получил специальный приз на Международном кинофестивале в Сан-Ремо, Италия (1988).